# Aumühle
Aumühle är en kommun (gemeinde) och ort i förbundslandet Schleswig-Holstein i norra Tyskland. Den tillhör amtet Hohe Elbgeest med ytterligare 9 kommuner i distriktet Herzogtum Lauenburg. Den ligger i skogsområdet Sachsenwald i östra utkanten av Hamburgs storstadsområde, omkring 20 km öster om Hamburgs centrum.

## Administrativ indelning
Kommunen indelas administrativt i tre kommundelar (Ortsteile): Aumühle, Billenkamp och Friedrichsruh.

## Sevärdheter

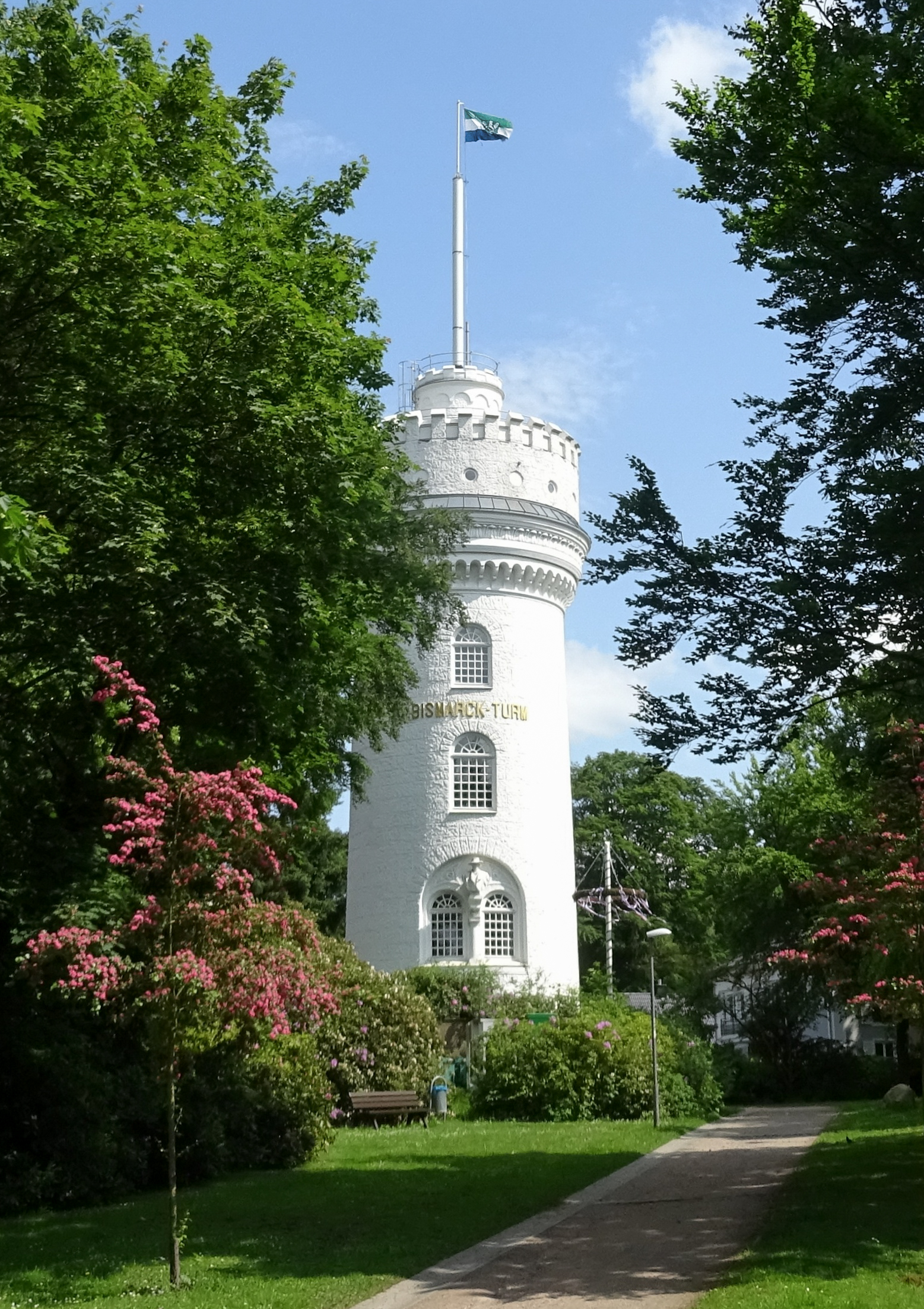
Ett av flera Bismarcktorn finns i Aumühle.

Orten Friedrichsruh är känd som plats för rikskanslern Otto von Bismarcks gods. Kanslern begravdes på orten 1898, och här finns ett museum ägnat åt hans minne som politiker.
Storadmiral Karl Dönitz bodde i Aumühle från 1956 till hans död 1980. Han ligger begravd på Waldfriedhof (skogskyrkogården).

## Vänorter
Aumühle har följande vänorter:
- Sleen, i Nederländerna
- Mortagne-sur-Sèvre, i Frankrike